# Альборн, Луиза
Луиза Альборн (урожденная Ягер) (нем. Luise Ahlborn; 14 мая 1834, Йемгум, Восточная Фрисландия — 30 июля 1921, Хильдесхайм) — немецкая писательница. Публиковалась под псевдонимом Луиза Хайдхейм.

## Биография
Родилась в семье судебного пристава. Обучалась у частных репетиторов, позже закончила школу в Гёттингене. В 1855 году вышла замуж за фермера-арендатора Альборна и с тех пор жила в нанятом поместье в Эренбурге в районе Дипхольца. Её муж умер в 1873 году. Луиза начала писать только после его смерти. В основном публиковала романы, большинство из которых имели историческое содержание и пользовались популярностью у читателей. После смерти мужа сначала переехала в Оснабрюк, а затем в Ганновер(1881).
С 1895 по 1902 год жила в Бад-Гарцбурге, но впоследствии вернулась в Ганновер. В 1910 году переехала к дочери Марии Реммерс в Хильдесхайм, где и умерла в 1921 году.

## Избранные сочинения
- Im Geist und in der Wahrheit. Роман в 3 частях, Hannover 1873—1876.
- Elisabeth von Brandenburg. Исторический роман в 3 частях, Berlin 1878.
- Das schlimme Jahr. Роман из швейцарской истории. 3 тома. Berlin 1880.
- Familie Braunau. Роман в 3 томах, Berlin 1883.
- Philipp von Artevelde. Исторический роман, Berlin 1883.
- Im tiefen Forst. Роман в 3 томах, Freiburg 1885.
- Schloß Favorite. Исторический роман, в 3 томах, Berlin 1887.
- Sich selbst der Nächste. Роман, Berlin 1888.
- Im Beguinenturm. Роман, Berlin 1890.
- Prinz Dino Adorno.Роман, Jena 1890.
- Anonym. Роман, Berlin 1890.
- Gundel von schweiler. Исторический роман, Jena 1890.
- Ippolito de' Medici. Роман, Jena 1892.
- Unordnungen. Роман в 2 томах, Berlin 1894.
- Pflicht und Wunsch. Роман, 1894.
- Johann Duve. Роман в 2 томах, Jena 1897.
- Hilf dir selbst! Роман, 1895)
- Unversöhnlich. Роман, Berlin/Eisenach/Leipzig 1899.
- Zwei Herzoginnen. Исторический роман. 1903.
- Im bösen Schein. Роман. 1905.